# Baltské novopohanství

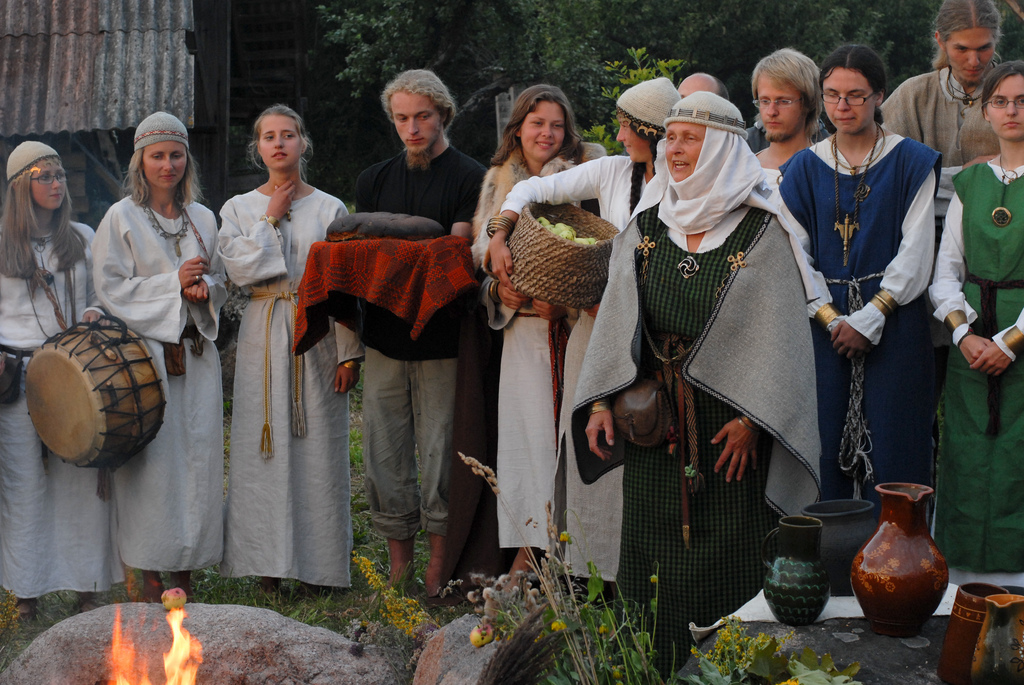
Obřad litevské Romuvy

Baltské novopohanství je obecný souhrnný pojem pro novopohanská náboženská hnutí vycházející z předkřesťanského baltského náboženství, rozšířené především mezi Litevci a Lotyši.
Počátky baltského novopohanství spadají již na konec 19. století, kdy působil litevský básník a filosof Vydūnas. Toto hnutí bylo však potlačováno Sovětským svazem a k jeho nového rozvoji došlo až po jeho rozpadu.

## Hlavní tradice

### Romuva

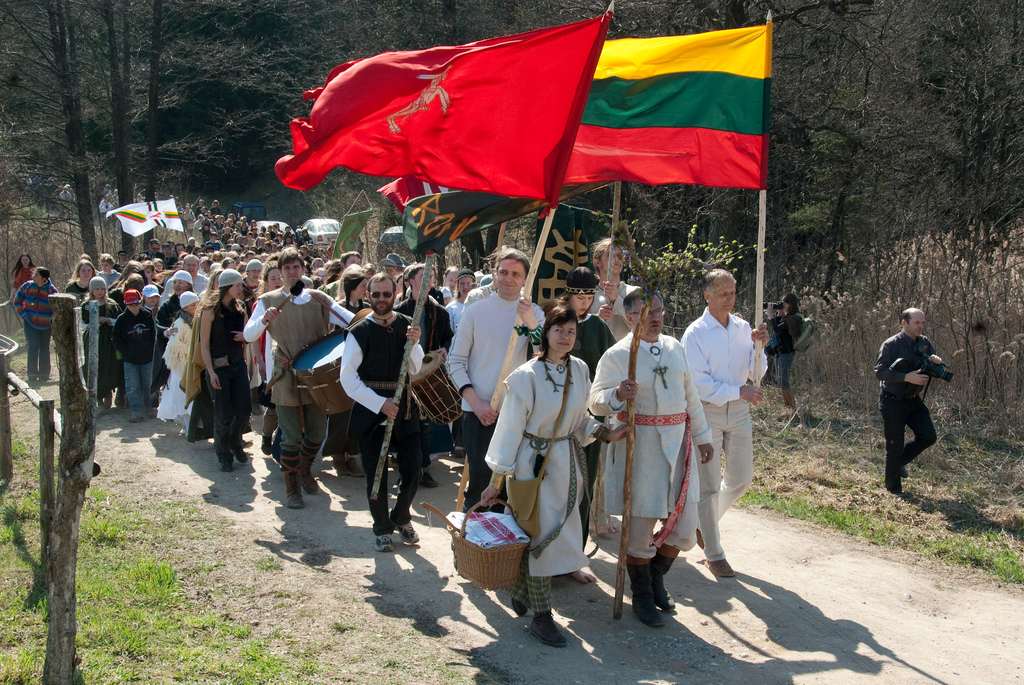
Procesí Romuvy

Hnutí Romuva vychází z litevského předkřesťanského náboženství, o kterém věří, že přežilo v litevském folklóru a zvycích.

Symbol Romuvy

Romuva je vyznávána hlavně v Litvě, kromě toho existují i přívrženci v Austrálii, Kanadě, USA a Spojeném království a Norsku.
Vyznávání Romuvy chápe mnoho stoupenců jako formu kulturní hrdosti spojenou s tradičním uměním, vyprávěním příběhů, slavením svátků, hraním tradiční hudby, zpěvem dain, hymnů a jiných písní, stejně jako s ekologickým aktivismem a ochranou posvátných míst.

### Dievturība

Symbol Dievturīby

Lotyšské hnutí Dievturība jehož vyznavači se nazývají dievturi „držící se Dievse/Boha“, má kromě Lotyšska své následovníky také mezi Lotyši v USA a Kanadě. Jedná se o monistické náboženství, které chápe vesmír i bohy jako odraz nejvyššího boha Dievse.
Počátky hnutí spadají do roku 1925, kdy Ernests Brastiņš vydal knihu Oživení lotyšské Dievturity. Po připojení Lotyšska do Sovětského svazu byli vyznavači dievturīby potlačeny, ale hnutí pokračovalo v působení mezi exulanty. Od devadesátých let 20. století byla dievturība znovu oživena a počet vyznavačů rostl; v roce 2011 bylo asi 663 oficiálních členů.

### Druwi

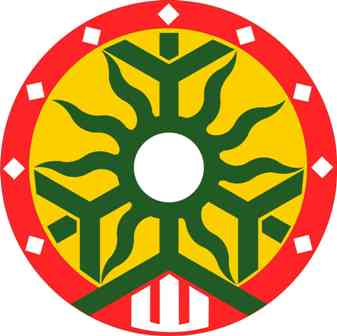
Symbol Druwi

Druwi (staroprusky „víra“, příbuzné slovu „strom“) vychází z náboženství starých Prusů a je vyznáváno hlavně v Litvě. Náboženství je primárně reprezentováno institucí "Kuronskou akademií baltského kněžství" (litevsky: Baltųjų žynių mokykla Kurono), založenou roku 1995. Ta vyučuje morálně zralé muže a ženy od věku osmnácti let jako kněží baltského národa. Jedná se o monistické náboženství. Někteří vyznavači chápu Druwi jako odlišnou od Romuvy, jiní považují Romuvu za specifickou formu své tradice. Otcem tohoto náboženství je, stejně jako u Romuvy, Vydūnas.